# فوخسموهل
فوخسموهل (به آلمانی: Fuchsmühl) یک شهر در آلمان است که در Tirschenreuth واقع شده‌است. فوخسموهل ۱٬۷۷۰ نفر جمعیت دارد.